# Ibiza (métro de Madrid)
Pour les articles homonymes, voir Ibiza (homonymie).
Ibiza est une station de la ligne 9 du métro de Madrid, en Espagne.

## Situation sur le réseau
La station de métro se situe entre Príncipe de Vergara et Sainz de Baranda.

## Histoire
La station est inaugurée par le ministre des Transports, du Tourisme et des Communications Abel Caballero le 24 février 1986, lors de la mise en service d'une section entre Avenida de América et Sainz de Baranda.

## Services aux voyageurs

### Intermodalité
La station est en correspondance avec les lignes d'autobus no 2, 15, 20, 26, 61, 63, 152, 215, C1, C2 et N8 du réseau EMT.